# Gynopterus intonsus
Gynopterus intonsus is een keversoort uit de familie klopkevers (Ptinidae). De wetenschappelijke naam van de soort werd in 1907 gepubliceerd door Maurice Pic.